# Spectre M4
Pour les articles homonymes, voir Spectre.
Le Spectre M4 est un pistolet mitrailleur italien développé au milieu des années 1980 et dont la production a cessé en 2001. Il a été déployé de façon notable dans l'armée suisse et les forces spéciales italiennes et exporté en petites quantités un peu partout dans le monde. Cette arme innovante n'a pas connu le succès que la presse spécialisée de l'époque lui avait prédit.

## Modèle militaire et policier
Il a été conçu par Roberto Teppa et Claudio Gritti puis mis en production dans les usines SITES. Ce pistolet mitrailleur chambré en 9 mm parabellum est doté d'une crosse pliable sur le dessus de l'arme et peut recevoir une poignée frontale. Le logement du chargeur est situé devant la poignée. Le canon est inclus dans un carénage ajouré. 
Il comprend quelques caractéristiques singulières. Il s'agit en premier lieu d'un pistolet mitrailleur compact conçu afin de permettre une mise en œuvre très rapide, ce qui le destine plutôt aux unités d'intervention de la police et aux unités de protection des personnalités importantes. Il offre également par une puissance de feu importante avec son chargeur de 50 coups, quand la norme est plutôt de 30. Cette arme tire également culasse fermée et bénéficie d'un canon à rayures polygonales ce qui offre une meilleure précision que les armes de même catégorie. 
Afin de permettre une mise en œuvre rapide, le Spectre M4 est doté d'une platine double action ressemblant plus à celles utilisées pour les pistolets semi-automatiques qui permet de porter l'arme, la chambre chargée et le chien non armé. Il suffit alors au tireur de presser la détente pour armer le chien et percuter la cartouche. La platine est dotée d'un levier de désarmement.
Le chargeur de 50 coups est un chargeur droit à 4 colonnes épais mais qui demeure compact. Le Spectre peut également recevoir un chargeur conventionnel de 30 coups.
Les problèmes de surchauffe que l'arme devrait connaître en raison de la capacité de son chargeur et de son mécanisme tirant culasse fermée sont évités grâce aux rayures polygonales du canon limitant les frottements avec les balles et une culasse conçue pour pomper de l'air frais autour du canon lors de son mouvement.

## Modèles civils
Les variantes civiles ont été mises sur le marché vers le milieu des années 1980 jusqu'au milieu des années 1990, période à partir de laquelle la loi américaine de prohibition des armes d'assaut est entrée en vigueur, ce qui lui a fait perdre son principal marché. 
Les versions civiles consistent en des versions semi-automatique uniquement. La première nommée SITES Falcon et Spectre HC aux États-Unis est un pistolet, la seconde nommée SITES Ranger est une version carabine. Les chargeurs fournis avec ces armes sont d'une capacité limitée à la législation des pays où ils se sont vendus, cette limitation a notamment été appliquée sur les armes italiennes. 
Le SITES Falcon peut ou non être doté de la poignée frontale. Les versions vendues aux États-Unis n'en étaient en général pas équipées contrairement aux versions vendues sur le marché italien, même si celle-ci est démontable. Le SITES Ranger plus spécifiquement conçu pour le marché italien est doté de la poignée frontale, toujours démontable, d'un canon rallongé et d'une crosse bloquée en position ouverte afin d'être en accord avec la législation italienne qui impose une longueur minimale pour les armes d'épaule. Sur les marchés dont la législation était plus permissive, notamment le marché américain, la crosse d'épaule a toutefois été conçue pour être facilement démontée pour en faciliter le stockage alors que l'opération est plus complexe, nécessitant notamment des outils, sur les modèles vendus sur le marché italien.

## Jeux vidéo
Le Spectre apparait dans le jeu Call of Duty: Black Ops, au niveau de la campagne, du multijoueurs et du mode zombie.
Le Spectre est présent dans le jeu GoldenEye 007 sous le nom " Phantom ". Elle se trouve uniquement dans le niveau " La Fayette " (en: Frigate) et en mode multijoueurs.
Le Spectre est présent dans le jeu Syphon Filter: Logan's Shadow.
Le Spectre est présent dans le jeu Tom Clancy's Rainbow Six 3: Raven Shield, grâce à l'extension Athena Sword.